# Kanton Cabourg
Cabourg is een kanton van het Franse departement Calvados. Het kanton maakt deel uit van de arrondissementen Caen (11) en Lisieux (23).

## Gemeenten
Het kanton Cabourg omvatte tot 2014 de volgende 13 gemeenten:
- Amfreville
- Bavent
- Bréville-les-Monts
- Cabourg (hoofdplaats)
- Colombelles
- Escoville
- Gonneville-en-Auge
- Hérouvillette
- Merville-Franceville-Plage
- Petiville
- Ranville
- Sallenelles
- Varaville

Na de herindeling van de kantons door het decreet van 17 februari 2014, met uitwerking op 22 maart 2015, omvat het volgende 34 gemeenten:
- Amfreville
- Angerville
- Annebault
- Auberville
- Basseneville
- Bavent
- Bourgeauville
- Branville
- Bréville-les-Monts
- Brucourt
- Cabourg
- Cresseveuille
- Cricqueville-en-Auge
- Danestal
- Dives-sur-Mer
- Douville-en-Auge
- Dozulé
- Gonneville-en-Auge
- Gonneville-sur-Mer
- Goustranville
- Grangues
- Hérouvillette
- Heuland
- Houlgate
- Merville-Franceville-Plage
- Périers-en-Auge
- Petiville
- Putot-en-Auge
- Ranville
- Saint-Jouin
- Saint-Léger-Dubosq
- Saint-Vaast-en-Auge
- Sallenelles
- Varaville